# 森恭三
森 恭三（もり きょうぞう、1907年9月24日 - 1984年2月15日）は、日本の新聞記者。朝日新聞所属。

## 来歴
兵庫県西宮市出身。父は神戸市の外国商館に勤務し、兵庫県立第一神戸中学校（現・兵庫県立神戸高等学校）に進学したが、在学中に父を失う。1930年、東京帝国大学法学部を卒業後、大阪朝日新聞社に入社。東京帝大在学中には帝大セツルメントの法律相談部で活動した。大阪朝日新聞への就職は母を養う必要からで、社会運動を継続する友人に対して罪悪感を抱いており、大阪経済部に配属後は夜勤料を運動にカンパしていたという。しかし1934年に逮捕状が出た（親友の前田俊彦の妹と交友を持ち、この妹の逮捕による）際に、その執行を差し止めた部長の和田信夫から「人間には得手、不得手がある。すべての人間が革命運動に走るのが正しいとはいえない」と諭されて新聞社に残った。
1937年、ニューヨーク支局員となる。1940年に日独伊三国同盟が締結されると、アメリカとの戦争を不可避とみて妻を帰国させた。
日米開戦後、1942年に交換船で帰国。その後の戦時中は海軍報道班員として東南アジアに駐在した。戦後は労働組合委員長を務め、1952年にヨーロッパ総局長、1964年には論説主幹となる。1967年に定年退職。
東京大学の社会情報研究所、新聞研究所の教育部非常勤講師を務めた。

## 著書
- 『滞欧六年』朝日新聞社、1959年
- 『ヨーロッパ通信』みすず書房<みすず・ぶっくす>、1959年
- 『書生論的政治論』みすず書房、1961年
- 『日本を考える』広済堂出版、1967年
- 『記者遍路』朝日新聞社<朝日選書>、1974年
- 『風速計』朝日新聞社、1977年
- 『私の朝日新聞社史』田畑書店、1981年